# Mixed Babies (film 1908)
Mixed Babies è un cortometraggio muto del 1908 diretto da Wallace McCutcheon.

## Produzione
Il film fu prodotto dalla American Mutoscope & Biograph.

## Distribuzione
Distribuito dall'American Mutoscope & Biograph, il film - un cortometraggio di 167,64 metri - uscì nelle sale cinematografiche USA il 12 giugno 1908.
Non si conoscono copie ancora esistenti della pellicola che viene considerata presumibilmente perduta.